# Ajmer Singh
Ajmer Singh (ur. 1 lutego 1940 w Kup Kalan w Pendżabie, zm. 27 stycznia 2010 w Czandigarh) – indyjski lekkoatleta, uczestnik LIO 1964.
Na igrzyskach w Tokio wystartował w sztafecie 4 × 400 metrów odpadając w eliminacjach. Ponadto w 1966 roku zdobył złoty i srebrny medal igrzysk azjatyckich, a w 1970 srebrny medal tych igrzysk.
W roku 1966 został laureatem nagrody Arjuna Award.